# Nauloco
Nauloco (in greco antico: Ναύλοχα?, Náulocha in Appiano, che significa "rifugio per le navi") fu un'antica città della Sicilia settentrionale situata tra Mylae (odierna Milazzo) e capo Peloro.
È passata alla storia per la grande battaglia navale in cui Sesto Pompeo fu sconfitto da Marco Vipsanio Agrippa nel 36 a.C., e che fu combattuta tra Mylae e Nauloco. Pompeo stesso, durante la battaglia, era accampato con le sue forze di terra a Nauloco e Ottaviano, a sua volta, dopo la vittoria, assunse la città come stazione base mentre Agrippa e Lepido avanzavano per attaccare Messana (attuale Messina). È chiaro dal suo nome che Nauloco fu soprattutto un cantiere navale e un bacino di ancoraggio di grande capienza, in grado di ospitare le 300 navi di Pompeo prima della battaglia.

## Controversie sulla localizzazione di Nauloco
Alcuni hanno messo in dubbio la sua esistenza come luogo popolato, ma Silio Italico lo include nel suo elenco delle città siciliane. Lo storico Appiano di Alessandria la localizza tra Milazzo e Capo Rasocolmo (il Promontorio Palacrian di Tolomeo), probabilmente non molto lontano da quest'ultimo punto, ma ad oggi non è stata ancora identificata la sua esatta posizione.
Lo storico Giacomo Manganaro ne ipotizza una collocazione piuttosto vaga, ad oriente di Spadafora. Più circostanziato lo Ioli, secondo il quale Nauloco è da ricercare alle foci del fiume Saponara e, quindi, nell'odierna frazione di Divieto di Villafranca Tirrena. Altri studiosi lo fanno ricadere nella zona costiera di Venetico dove sono stati ritrovati alcuni reperti archeologici.
In base ad altre teorie, il Nauloco viene ubicato presso il Pantano di Giammoro o presso la foce del Niceto, in una zona costiera a cavallo dei comuni di Pace del Mela, San Pier Niceto, Monforte San Giorgio e Torregrotta, la quale in passato venne denominata Pantanum. L'ipotesi Giammoro è sostenuta dallo storico e sacerdote Giovanni Parisi e dall'archeologo Claudio Saporetti per il quale, tra tutte le prove che gli studiosi precedenti hanno portato, le più convincenti sono senza dubbio quelle offerte dal Parisi.
Secondo l'architetto Pietro Genovese, Nauloco va collocato nell'odierna frazione San Paolino di Milazzo mentre per lo storico Nino Lo Iacono sarebbe da ricercare nel territorio dell'odierna Patti.